# Кіньйонерія
Кіньйонерія (ісп. Quiñonería) — муніципалітет в Іспанії, у складі автономної спільноти Кастилія-і-Леон, у провінції Сорія. Населення — 13 осіб (2010).
Муніципалітет розташований на відстані близько 190 км на північний схід від Мадрида, 42 км на південний схід від Сорії.

## Демографія
Динаміка населення (INE ):